# 萬德拉鄉
58°37′08″N 24°55′12″E / 58.619°N 24.920°E

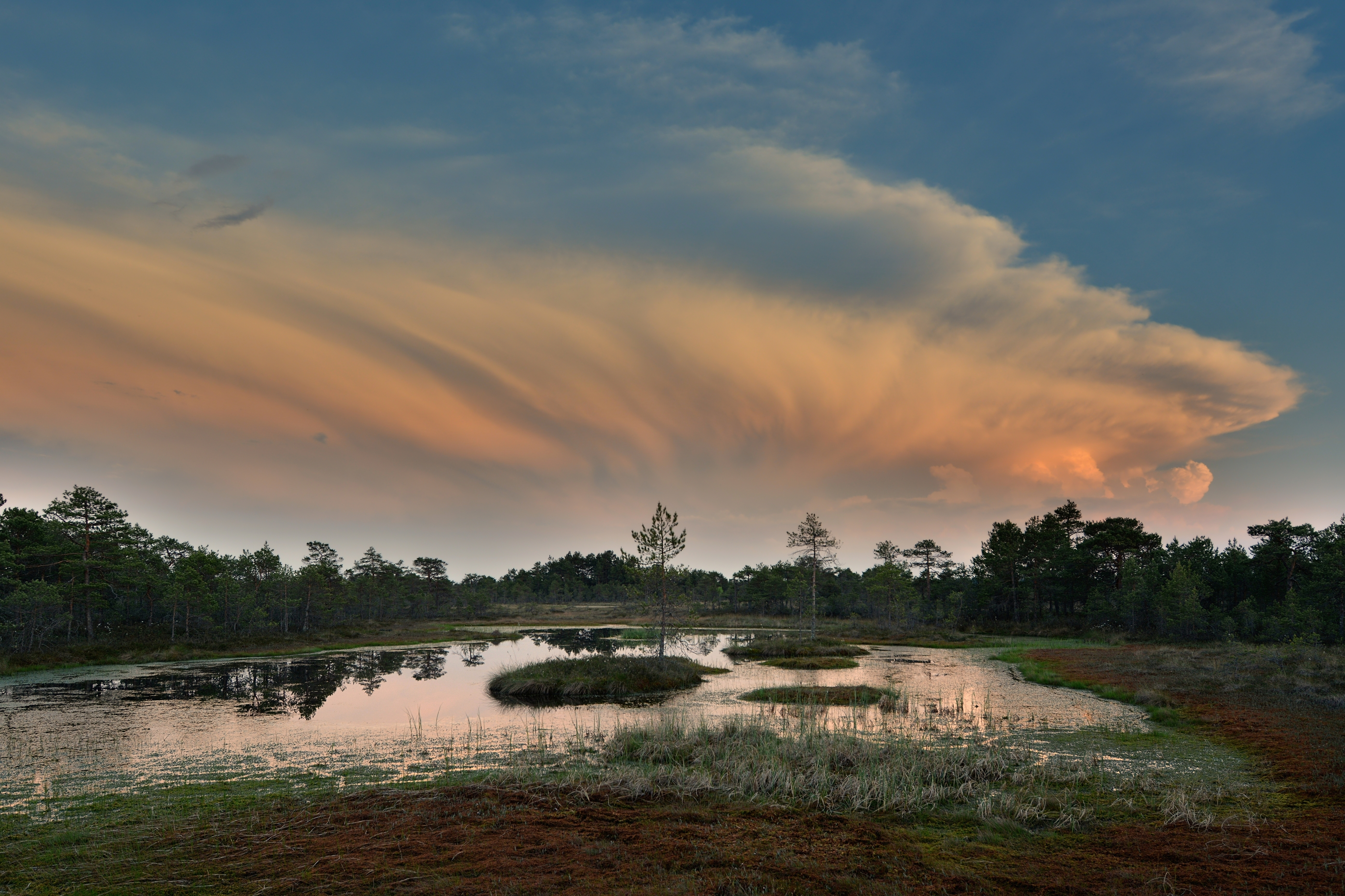

萬德拉鄉，曾是愛沙尼亞派爾努縣的一個鄉村型市镇，位於該國西南部，面積642平方公里，2012年人口2,861，人口密度每平方公里4.5人。
2017年爱沙尼亚行政改革后，万德拉市镇与其他市镇一起合并为北派尔努马市镇。